# BOØWY (アルバム)
『BOØWY』（ボウイ）は、日本のロックバンドであるBOØWYの3枚目のオリジナル・アルバム。
1985年6月21日に東芝EMIのイーストワールドレーベルからリリースされた。徳間ジャパンからの移籍第一弾として前作『INSTANT LOVE』（1983年）以来1年9か月振りのリリースとなった。作詞は氷室京介および布袋寅泰、高橋信の他に初めてメンバー以外の人物として作詞家の松井五郎やアン・ルイスのバックバンドで活動していたジョナ・パシュビーが参加、作曲は氷室および布袋、プロデュースは佐久間正英が担当している。
レコーディングはベルリンのハンザ・スタジオにて行われ、同バンドとしては初の海外レコーディングとなった。レコーディングには同地のエンジニアであるマイケル・ツィマリングが参加しており、佐久間曰く「歌謡曲みたいな曲」をメンバーからの「ロックな音を目指したい」との要望により、ロックテイストのアレンジが施された当時としてはオリジナリティの高い曲が収録されている。
本作からは先行シングルとして「ホンキー・トンキー・クレイジー」がリリースされた他、後にリカットとして「BAD FEELING」のロン・セイント・ジャーマンによるリミックスバージョンが12インチシングルとしてリリースされた。本作はオリコンアルバムチャートにおいて最高位48位止まりでその後チャート圏外となったが、徐々に売り上げを伸ばしていき売り上げ枚数は累計で約62万枚となった。批評家たちからはオリジナリティの高さが肯定的に評価され、日本ロック界において「大きな潮流を生み出した記念碑的作品」でありその後のロックビジネスにおいて歴史的意義の大きい作品になったと称賛された。

## 背景
BOØWYはビクター音楽産業よりファーストアルバム『MORAL』（1982年）、徳間ジャパンより2枚目のアルバム『INSTANT LOVE』（1983年）をリリースするも全く売れず、それぞれのレコード会社との契約は打ち切られる事態となった。しかしメンバーはこのままバンド活動を終了する意思はなく、「あと一枚だけはアルバムを作ろう」との信念からマネージャーの土屋浩を中心にプライベート・オフィス「ØCON-NECTION」を設立する事となった。『INSTANT LOVE』のリリースと前後して「ジャパン・ツアー」と題した全国ツアーを実施するも、金銭面の問題から機材車のハイエースにメンバーとスタッフが乗り込み、這う這うの体で現地に着いても思ったような集客が得られない事や、聴衆が暴れ出し演奏中止になる事、あるいは数万人規模のイベントと聞いたものの、実際には村おこしの盆踊り大会であり、ギャランティーも出ず野菜のみを渡されるなど前途多難な内容となった。
1984年に入り、「ØCON-NECTION」の事務所は高円寺から阿佐谷駅前のカフェバー「ミント」に移転された。再び新宿ロフトを中心にライブ活動を行っていたBOØWYであったが、口コミで評判が広がりライブの動員数は急速に増えていった。当初は集客の見込めない月曜日しかブッキングされなかったが、この頃には土日を含んだ2日間、3日間連続公演なども行われるようになった。増加するファンからの要望を受け、BOØWYとして初となるファンクラブ「FUNK LOVE」を発足させてステッカーやポスター、ライブビデオなどの物販を行い、またライブでは常時300人以上が集客され酸欠で倒れる観客も出るような状態となった。この当時に一部の観客が無断で録音したライブのカセットテープが全国へと広がり始め、メンバーはそれを黙認し宣伝として利用した他、それまでにリリースしたアルバムが入手困難であった事から、自らカセットテープに録音してファンに渡す事もあったという。同時期に音楽誌『ARENA37℃』のインタビューにて、5月にシングル、6月にアルバムがリリースされると氷室は告知していたが、同年には何もリリースされなかった。
同年秋、増加する観客が収容できなくなり始めたため、BOØWYは活動拠点を新宿ロフトから渋谷ライブインへ移行。渋谷ライブインを拠点とするシリーズギグを実施、5月31日のマンスリーライブ「BEAT EMOTION I」においてはライブインとして史上最高となる800人を動員し同ライブハウスの観客動員記録を更新した。6月25日発売のアニメ映画『風の谷のナウシカ』（1984年）のサウンドトラック『風の谷のナウシカ〜はるかな地へ〜』に布袋がギタリストとして参加、オーム（王蟲）の鳴き声をギターで表現した。7月7日には最後の新宿ロフトライブが行われ、増加する観客により動員し切れなくなった事から以降は大規模なライブハウスへと移行する事となった。この頃になると様々な音楽事務所やレコード会社の関係者がメンバーと接触を持つようになった。しかし、メンバーはかつて所属した音楽事務所やレコード会社との連携が上手くいかなかった事から安直に契約する事を懸念し、業界関係者に不信感を抱いていたことから積極的に話に応じることはなかった。だが、マネージメントを引き受けていた土屋浩はこれ以上の活動にはメジャーな音楽事務所やレコード会社との契約が必要であると考えていた。様々な業界関係者がライブを訪れる中、ユイ音楽工房のプロデューサーである糟谷銑司が名刺を持って訪れ、数度に亘るミーティングによってメンバーは糟谷の人間性に理解を示した他、土屋も後藤由多加のいるユイ音楽工房であれば信頼できるとしてユイ音楽工房との契約が検討される事となった。
同年10月7日の氷室の24歳の誕生日に行われたミーティングにおいて、氷室は「また大人に騙されてボロボロになってもいいなら、やろうよ」と発言、布袋は「好きなことをバンドでやれるんだったらいいよ」と了解し、BOØWYは新たにユイ音楽工房と契約することを決定した。それに伴い、移籍後の活動の準備の為に半年間ライブ活動を休止する事が検討される。11月8日には氷室とアナーキーの藤沼伸一が出演した8ミリ映画『The Lazy Blues 裸の24時間』が公開され、自主制作映画としては史上最高の観客動員数を記録。さらに、12月6日に氷室は狂介から京介に芸名を改名した。改名の理由はツアーで京都を訪れた際に占い師に対して「氷室狂介という名前で音楽やってるんですけど」と自己紹介したところ、「その“狂う”という字を使ってたら絶対いけません」と言われ、「そんなもんかなぁ、じゃあ試しに」との考えで行ったと氷室は述べている。12月7日の山形ミュージック昭和Sessionにおける「BEAT EMOTION」最終公演を行い、レコード会社の移籍とレコーディング準備のため3か月間のライブ活動休止が発表される。1985年に入りBOØWYはユイ音楽工房との正式な契約を取り交わし、移籍先のレコード会社として東芝EMIが選定された。

## 録音、制作
BOØWYにとって初の本格的なレコーディングを行うにあたり、糟谷はサウンド・プロデューサーとして佐久間正英を推薦。佐久間は四人囃子やプラスチックスなどに在籍した後に、P-MODELのプロデュースなどを手掛け、1984年に活動拠点としてブイ・エフ・ブイスタジオを設立していた。布袋はプラスチックスを敬愛していた事からこれを承諾、また佐久間からはドイツのベルリンにあるハンザ・スタジオ（ハンザトン・スタジオ）でのレコーディングであれば了承するとの返答があった。氷室および布袋は、以前より日本国外レコーディングが可能であればベルリンを所望していた事もあり、佐久間から提案があった際にはすぐに快諾する事となった。メンバーはベルリンに2週間滞在し、同時期に同スタジオにてレコーディングを行っていたデペッシュ・モードのメンバーと友好的な関係となった。
布袋から「ロックな音を目指したい」と言われた佐久間は、日本国内の録音環境やエンジニアでは無理だと判断し、またメンバーを閉ざされた環境に置くことで、音楽のみに集中させる環境を作ることを目的として同地を選定した。事務所側もその条件を受け入れ、BOØWYとして初の日本国外レコーディングが実現する運びとなった。なお、佐久間は晩年のインタビューでもう一つの理由を笑い話として語っており、（当時ほとんど面識のなかったメンバーの事が）怖いのでプロデュース依頼を断りたいという気持ちもあったため、レコード会社側が断る事を期待して「ベルリンに行くならやります」とおよそ実現不可能と思われる返答をしたところ、当時東芝EMIで担当ディレクターを務めていた子安次郎が「それは最高だ!」とベルリンでのレコーディングを了承したという経緯がある。また布袋は自著『秘密』において自らベルリンでのレコーディングを望み、糟谷がそれを承諾したと記している。

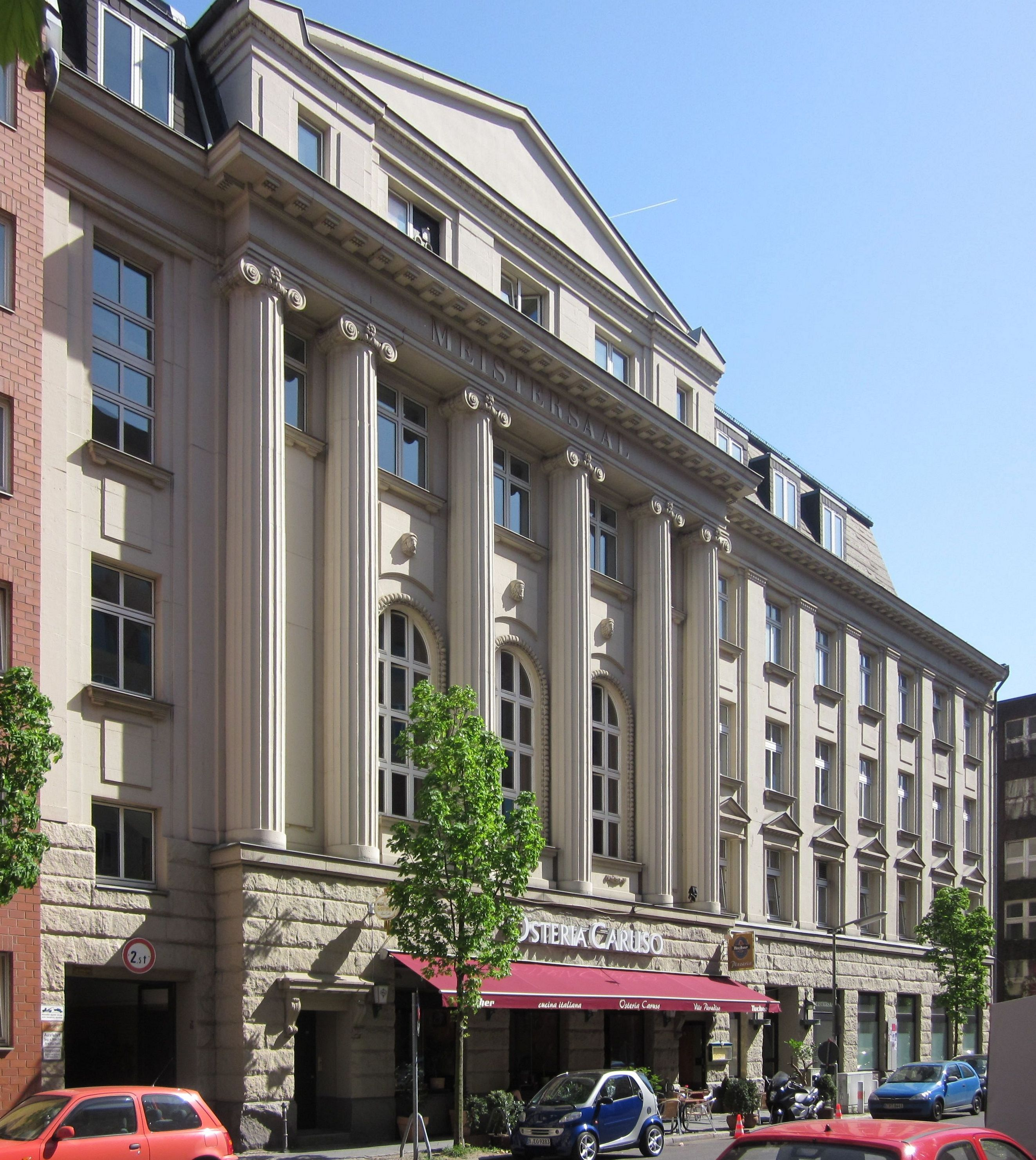
レコーディングが行われたハンザ・スタジオ

レコーディングは1985年2月26日から3月15日までの約3週間、西ベルリンにあるハンザ・スタジオ（ハンザトン・スタジオ）で行われた。同スタジオではかつてデヴィッド・ボウイがアルバム『ロウ』（1977年）や『英雄夢語り (ヒーローズ)』（1977年）をレコーディングした事で知られていた。レコーディング・エンジニアは佐久間がプロデュースした根津甚八のアルバム『+B 1984 BERLIN』（1984年）を手掛けたマイケル・ツィマリングが選定される事となった。氷室はツィマリングが日本のエンジニアとは全く異なる観点で活動していると述べ、「テクニック云々っていうより、自分の感性に自信持ってやってる」と評価している。また後年氷室はエンジニアについて「ミュージシャンから言われた要求をうまく処理できる人間という意識だった」と述べた上で、ツィマリングに関して「このアルバムでマイケルとやったらぜんぜん違った。やっぱりアーティストだっていうさ。いい意味で戦ったよね」と述べている。このアルバム制作の過程において、サウンド面では佐久間とツィマリングの下で布袋は本格的な編曲とプロデュース作業のノウハウを学ぶ事となった。編曲のクレジットには布袋一人の名前が記載されているが、実際には布袋と佐久間の共同作業で編曲は行われている。また、佐久間は同じベーシストとして、松井恒松にベースの基本的な弾き方から伝授した。松井が佐久間に8ビートでベースを演奏するコツを尋ねた所、佐久間から「全部を力いっぱい弾けばいいんだよ」と返答され、衝撃を受けた松井は強く弾いた時に最も良い音になるように弦のテンションを上げる事となった。レコーディング中に松井は佐久間愛用のフェンダー・ジャズ・ベースを使用しており、佐久間に「このベースを譲ってください」と頼んだが、佐久間から断わられたというエピソードが残っている。本作のレコーディングはBOØWYメンバーに大きな影響を与え、氷室は解散後の『月刊カドカワ 1991年4月号』のインタビューにおいて「バンド内に入り込んでこられる人がいて、うまく整理しながら成功したっていうのもこれが初めてだね」と述べた他、「ベースやドラムのリズム・セクションにしても二枚目より格段の進歩をしてる。当時の布袋やオレの考えつく音の整理の仕方や加え方より、やっぱり佐久間さんのやる方がもうワン・ランク上だった。コンピュータを入れたりシンセ類で音の穴を埋めていくとか、絶妙だった」と述べている。
2016年7月15日放送の日本テレビ系バラエティ番組『アナザースカイ』（2008年 - 2021年）に出演した布袋は、ベルリンを訪れた上で自らのルーツに言及した。番組内において布袋は、本作のレコーディング作業のため訪れたベルリンが初の海外旅行となったことに言及している。また、布袋は本作において名曲が誕生したのはドイツ特有のハンマービートを導入したことが要因であると述べたほか、ツィマリングが5人目のBOØWYであったとも述べている。
ディレクターの子安次郎は佐久間およびツィマリングとの出会いがBOØWYに大きな影響を与えたと述べ、ツィマリングが制作したヘッドフォンの中から聴こえる音の良さにメンバーが感動していた事を述懐している。メンバーはベルリン滞在中にスタジオから3分程度歩いた場所にあるハーヴィス・インターナショナルというホテルに宿泊していた。また、スタジオ1階にあるレストランではヴィーナー・シュニッツェルという日本の豚カツに似た料理が人気であり、とんかつソースを持ち込んでボトルキープしたのは「後にも先にも我々だけであっただろう」と子安は述べている。また、布袋は当時お気に入りであった現地のメニューはカリーヴルストであったと述べている。

## 音楽性と歌詞
前作までの作品は、BOØWYのアルバムとしては代表作と呼べる内容ではなかったために、代表格の曲名をアルバム名にしていたが、本作ではゼロに戻った感覚で「これがBOØWYです」と呼べる作品になった事から、アルバム名はバンド名をそのまま使った『BOØWY』とする事となった。また同時期に衣装を自ら制作するようになったこともあり、「一つのアイデンティティーというか、これがBOØWYなんだってところをちゃんと見せる一枚になったと思う。それでタイトルも『BOØWY』にしたんだし。何か燻ってた火にいきなり点火したような印象があるかもしれない」と述べている。氷室は本作の音楽性について「流行りの音とかが淘汰されて、ある程度バンドとして固まりつつあった。ヴォーカルをメインに置いてギターの存在感を出すみたいな」と述べている。収録曲の「Baby Action」や「CLOUDY HEART」は本作リリースの1年半ほど前からライブで演奏されていた曲であるが、氷室にとって思い入れの強い曲のため、また本作は「BOØWYらしさ」を念頭に置いた作品であったために収録される事となった。佐久間はBOØWYの楽曲に関して、「ロックをやりたいと強く望むわりに、歌謡曲みたいな曲が多いという印象だった。当初は正直言ってヤバイなという感じ。でも彼らのプリプロを聴いているうちにあのサビでこの歌い回しが不思議と心地良いものに変わっていった」と述べている。
本作では全体の半分を氷室が作曲している。音楽誌『音楽誌が書かないJポップ批評43 21世紀のBOØWY伝説』において社会学研究家の木島由晶は、初期のパンク、ニュー・ウェイヴ色の強いサウンドから、オリジナリティあふれるサウンドへと変化している事を指摘した他、「氷室による「歌謡ロック」的なウェット感ただようメロディと、布袋によるストイックなまでにエッジの効いた「ビートバンド」的なサウンドが、はっきり聴き分けられるものとなっている」と述べている。また、ハーモナイザーを多用した不安定な残響を持つギターや、キープの刻みを抜いたり3拍子にアクセントが来る変則的なビート、5度も6度も展開する曲構成などが特徴となっている。
作詞面では、バンドとしては初めてプロの作詞家である松井五郎を迎えての共同作詞が行われた。氷室は後に、東西に分割されて24時間体制でライフルを構える兵士がいるベルリンでの経験が自身の作詞スタイルに影響を及ぼしたと述べている。氷室はレコーディング中に作詞を行っていたと述べ、自身の歌詞に枝葉が広がったのは同地に滞在したことが影響しているとも述べている。また氷室は歌詞に関して政治的なものなど生活と乖離した内容や生活臭が強すぎるものにはしたくないと考え、不良にとってのラブ・ソングを目指して制作したと述べた他、前作までよりも理解しやすい作詞を心がけたと述べている。氷室は本作によって次作『JUST A HERO』（1986年）の原型となるアイデアを獲得したと述べて他、「シュールっていうかさ、直接的ではない、何か言葉の中にあるもう一個の言葉みたいなね。それを自分の表現の中でどれだけできるかは考え始めてた」とも述べている。

## 楽曲

### SIDE 1
1. 「Dreamin'」
解散宣言を行った1987年12月24日の渋谷公会堂でのライヴでもアンコールの最後に演奏された。ディレクターであった子安次郎はベルリンの壁付近にあったハンザ・スタジオの空気感が最も強く出ているのが「CLOUDY HEART」と本曲であると述べ、子安自身にとってBOØWYは「Dreamin'」に始まり「Dreamin'」に終わったと述べたほか、最も印象に残った曲として本曲を挙げている[33]。ライブでは氷室の「夢を見てる奴らに贈るぜ!」というMCから演奏に入る事で知られており、1曲目に演奏される機会が多かった[38]。
トリビュート・アルバム『BOØWY Tribute』（2003年）において、松岡充（ボーカル）、佐久間正英（ベース）、榊原秀樹（ギター）、アトミックバナナ（ドラムス）という編成によるカバーが収録されたほか、『BOØWY Respect』（2003年）においてザ・マスミサイルによるカバーが収録された[39]。その他、エリック・マーティンのアルバム『Mr. Rock Vocalist』（2012年）においてカバーが収録されたほか[40]、布袋のベスト・アルバム『51 Emotions -the best for the future-』（2016年）において、布袋自身によるセルフカバーが収録されている[41]。また、千葉ロッテマリーンズ所属のプロ野球選手である細谷圭の応援歌として使用されている[42]。
2. 「黒のラプソディー」
「ホンキー・トンキー・クレイジー」、「“16”」、「MIDNIGHT RUNNERS」（『“GIGS” BOX』収録）と同じく、大半がシャッフル・ビートで構成されている楽曲。曲の後半には氷室のスキャットが収録されている。子安は「空が低く、石炭のにおいが強い、真冬のベルリンの町に良く似合う楽曲であった」と述べている[33]。『音楽誌が書かないJポップ批評43 21世紀のBOØWY伝説』にてライターの宮城正樹は、当時安全地帯の作詞を手掛けていた松井五郎と氷室の共作詞である事に触れた上で、「今宵あなたとSatisfied」という一説は松井のセンスであると指摘した[43]。本作リリース後のライブでは演奏されていたが、後に布袋による「DANCE CRAZE」独演後の後半戦が始まる際のBGMとして使用されるようになった[38]。氷室のベスト・アルバム『L'EPILOGUE』（2016年）において、氷室自身によるカバーが収録されている[44][45]。
3. 「BABY ACTION」
原曲は1982年夏頃から演奏されていた「もうイヤよBABY!」という曲[38]。東芝EMIへの移籍後にホールでのライブを考慮しイントロやサビの部分のアレンジが変更され[38]、現タイトルになり本作に収録された後もライブにおいて比較的よく演奏された。初期はパンク色が強くアップテンポでサビのメロディーの異なる別アレンジであり、ライブ終盤に演奏された[38]。
子安はライブでの演奏時に布袋がギターを持ちながらクルクル回るステージングを「実にスピーディーかつリズミカル」と表現しBOØWYが単なる8ビートバンドではなく幅広さと奥深さを併せ持っていた事や、氷室による歌詞が個性的な表現方法やリズミカルな語呂合わせが見事であると評価した[33]。
4. 「唇にジェラシー」
前年に制作された曲であったが、制作当時はライブにおいて演奏されなかった。子安は本作のために書き下ろされた曲であり、氷室色を強く感じる曲であると述べている[33]。「BOØWY'S BE AMBITIOUS」ツアーでのみ演奏されたが、ハーモナイザーを効かせたギターのイントロから始まるアレンジは原曲とは大きく異なっていた。氷室のベスト・アルバム『L'EPILOGUE』において、氷室自身によるカバーが収録されている[44][45]。
5. 「ホンキー・トンキー・クレイジー」
1枚目のシングル。詳細は「ホンキー・トンキー・クレイジー」の項を参照。

### SIDE 2
1. 「BAD FEELING」
2枚目のシングル。詳細は「BAD FEELING」の項を参照。
2. 「CHU-RU-LU」
氷室、松井と脱退した諸星アツシが高校生時代に所属していた「デスペナルティー」というバンド時代に制作された「ブルー・シガレット・ラブ」という曲が原曲になっている[38]。この曲は歌詞やアレンジも異なり歌謡曲的なテイストが強かった。子安はBOØWYのかなり初期段階で制作された曲であると指摘した他、「氷室の退廃的なムードとポピュラリティーが色濃く出た楽曲」と述べている[46]。
3. 「DANCE CRAZE」
歌詞が全編英語であり、BOØWYの公式発表された楽曲で唯一布袋がボーカルを担当している曲。ライヴでは布袋はギターを持たずに、テープ演奏に合わせてダンスのみで歌われる事もあった[47]（その様子は、2007年発売の『“GIGS” BOX』で確認する事ができる）。デモ段階では氷室がボーカルを担当しているバージョンも存在している[38]。日本テレビ系テレビドラマ『あぶない刑事』（1986年 - 1987年）にて挿入歌として使用された事がある[48]。
子安は本作の中でも異色の曲であると述べ、布袋のソロ活動の出発点とも言える曲であるとも述べている[47]。
4. 「ハイウェイに乗る前に」
原題は「MERSEYBEAT LADY」。後に「PUSSY LADY」と改題されライブハウス時代に演奏されていた曲がモチーフとなっている[38]。マーキ・クラブ公演では1曲目に演奏された[38]。
ミックスダウンの最中に、佐久間とツィマリングの解釈の違いから一回で方向性が定まらなかった唯一の曲である[47]。佐久間からNGを出されたツィマリングは一度全てをゼロに戻し、素早く一からやり直す判断をした[47]。また、サビ前のパートでボーカルのエコー処理を変更したのはツィマリングによるアイデアである[47]。BOØWY解散後の氷室のソロライブにおいても幾度か演奏された[47]。その他、ロックバンドである氣志團の初単独公演のタイトル「氣志團現象〜ハイウェイに乗る前に〜」として使用されたほか[47]、トリビュート・アルバム『BOØWY Respect』において、SUGAR LUNCHによるカバーが収録された[39]。
5. 「CLOUDY HEART」
詳細は「CLOUDY HEART」の項を参照。

## リリース、アートワーク
本作は1985年6月21日に東芝EMIのイーストワールドレーベルよりLPおよびCTの2形態でリリースされた。同年7月20日にはCDとしてもリリースされた。本作からは「ホンキー・トンキー・クレイジー」が先行シングルとして同年6月1日にリリースされ、曲後半のコーラス部分にバンド名である「ボーイ」が使用されているほか、外国人女性コーラスの挿入などシングル曲としてのアプローチが行われている。アルバムに使用されたメンバーの写真撮影は写真家であるハービー・山口が担当、山口は「ホンキー・トンキー・クレイジー」のコーラスとしてレコーディングに飛び入りで参加している。本作リリース後にスタッフからリミックスバージョンを制作することが提案され、リカットとして同年8月22日には「BAD FEELING」のロン・セイント・ジャーマンによるリミックス盤が12インチシングルとしてリリースされた。
後にボックス・セットである『BOØWY COMPLETE』に収録される形で1991年12月24日、1993年3月3日、2002年3月29日の計3回リリースされ、2002年版では初めて20ビット・デジタルリマスター版が収録された。
さらに2005年2月16日には24ビット・デジタルリマスター版が単体でリリース、解散宣言から20年となる2007年12月24日には紙ジャケット仕様でリリース、デビューから30周年となる2012年12月24日にはブルースペックCD2でリリースされた。
その後も2015年6月24日にはシングル「ホンキー・トンキー・クレイジー」のB面曲「“16”」を含めた『BOØWY+1』としてFLACにて再リリース、同年8月5日にはBlu-ray Disc AudioとUHQCDにて、8月26日には重量盤LPとして再リリースされた。また35周年を記念して2017年6月28日に2007年リリースの紙ジャケット盤が限定復刻された。

## プロモーション

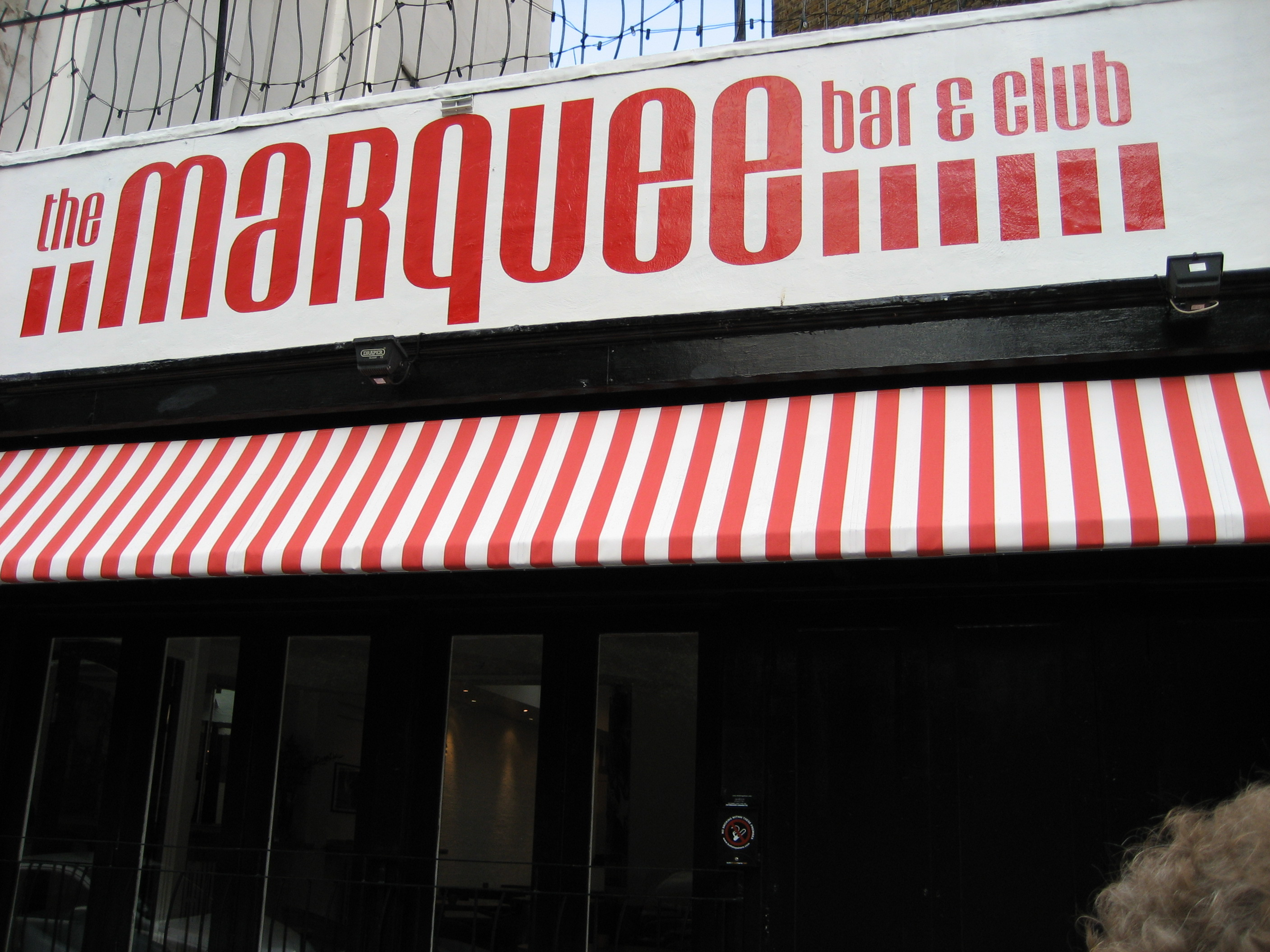
BOØWY唯一の日本国外公演が行われたマーキー・クラブ

本作のレコーディング終了後、糟谷の提案により3月12日にマーキー・クラブでのライブがセッティングされた。告知ポスターは公演の10日前から貼り出され、ミック・ジャガーやジュリアン・レノンのポスターと並べられていた。また公演当日にはピンク・フロイドの作品にギタリストとして参加した事もあるスノウィー・ホワイトも観覧に訪れていた。メンバーは以前より一度日本国外でのライブを試してみたかったと述べていたが、当日に氷室は生まれて初めてライブ前にプレッシャーを感じていたと述べ、また布袋や松井もかなり緊張していたと述べている。公演中、氷室は当初可能な限り英語でMCを行っていたが、テンションが上がるに連れ日本語でMCを行うようになった。メンバーはその後ロンドンに1週間滞在し、マーク・ボランが交通事故を起こした現場やアビー・ロードなどを訪れる事となった。また、公演終了後にはヨーロッパツアーの話が持ち掛けられた。
帰国後の4月13日には赤坂ラフォーレミュージアムにおいて、マスコミを招待してのライブを実施。約半年ぶりに実施されたライブのチケットはソールドアウトとなった。このライブでは布袋の歌唱による「DANCE CRAZE」が披露された。6月25日には、周囲の反対を押し切り初の大ホールとなる渋谷公会堂でのライブ「GIG at FIRST HOMERUN」を実施。前売り券は即日ソールドアウト、当日券もソールドアウトとなった。このライブはぴあで一回告知されたのみであり、他のメディアによる情報が一切ないままソールドアウトし、またメディア用の席も用意されていなかった。また、日本で初めて低温花火が使用されたライブとなった。当日には「CLOUDY HEART」演奏前のMCにて、氷室が上京した際に学校を中退して連れ立った女性の話がなされ、アルバイトを始めても3日と持たず辞めてしまった氷室は同棲していた女性の収入に頼って生活していた事、その女性が氷室の元を去った事から「CLOUDY HEART」が制作されたとの逸話を述べている。
氷室は5月24日放送のテレビ朝日系テレビドラマ『特命刑事ザ・コップ』（1985年）に不良DJ役で出演。また本作に関するテレビ出演として、9月5日にテレビ東京系音楽番組『LIVE ROCK SHOW』、10月7日には朝日放送のバラエティ番組『ヤングプラザ』に出演した。

## ツアー

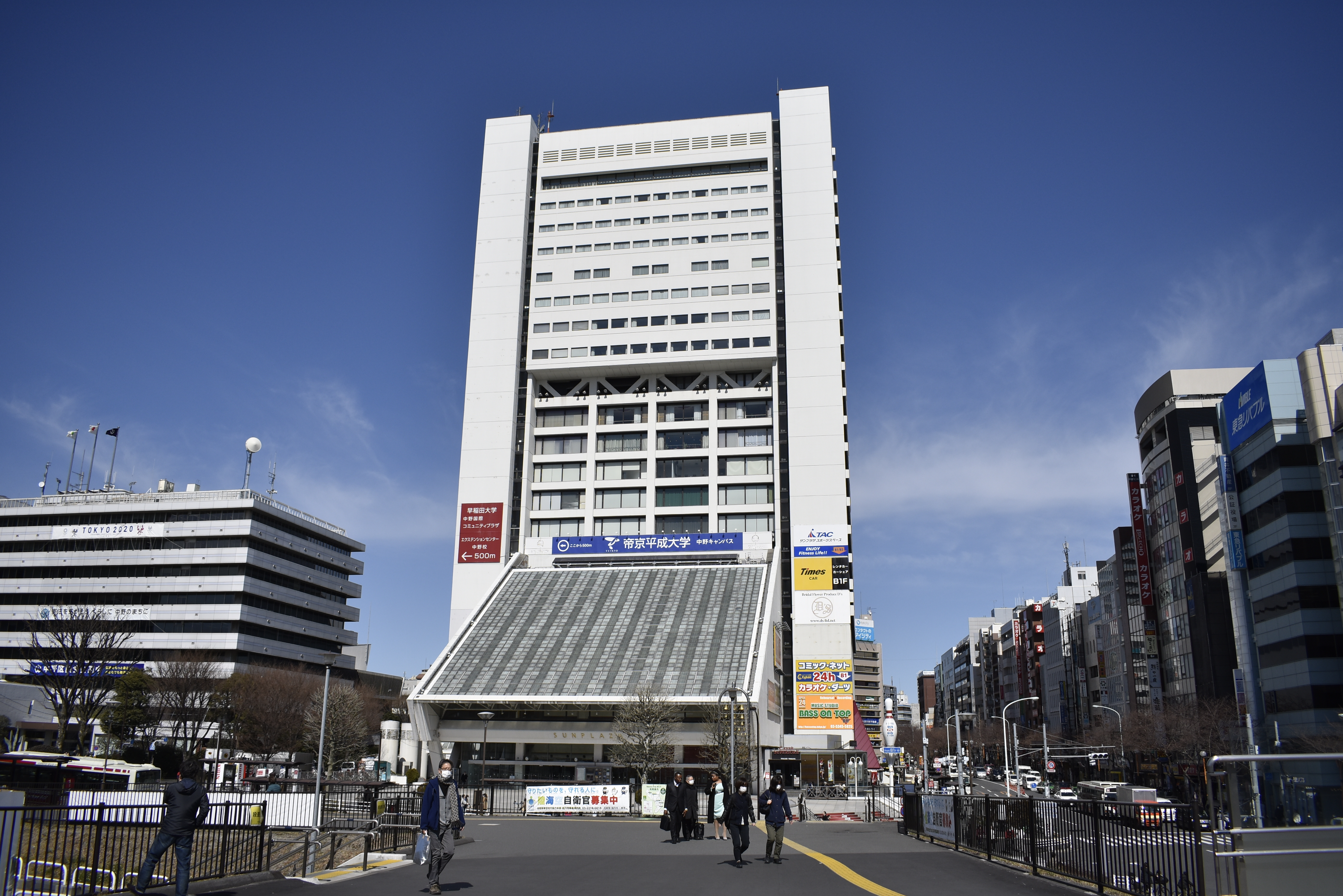
追加公演が行われた中野サンプラザ

本作を受けてのツアーは、6月27日より「BEAT TO PLATON」というタイトルで全国7か所全9公演が行われ、その後9月6日より本格的な全国ツアーとして「BOØWY'S BE AMBITIOUS TOUR」が全国22か所全22公演実施されている。また、ツアー最終日である12月24日の渋谷公会堂の公演では、布袋と歌手である山下久美子の結婚が報告された（後1997年に離婚）。この報告に関して布袋は、ライブでの女性客の割り合いが増えてアイドル的な人気が出始めていた事を危惧した結果、ファンの前で発表する事を決定したという。
また、ホールでのライブがメインとなってきた事から、マネージャーの土屋はステージに関してスタッフと入念な打ち合わせを行い、「ライブはリハーサルの発表会じゃない」というポリシーのもとで計画していた。他のバンドがやっているような、舞台監督の演出通りに照明に合わせてメンバーが動く事を良しとせず、その場の聴衆のノリに合わせて照明とメンバーが動く事を検討し、どのような動きにも耐えられる舞台を考案し、またどのようなトラブルにも対応できる舞台監督を担当とした。
ツアーの盛況を受け、「BOØWY'S BE AMBITIOUS TOUR」追加公演が1986年1月14日に中野サンプラザにて開催され、チケットは即日ソールドアウトとなった。

## 批評
| 専門評論家によるレビュー      | 専門評論家によるレビュー |
| レビュー・スコア              | レビュー・スコア         |
| 出典                          | 評価                     |
| ----------------------------- | ------------------------ |
| CDジャーナル                  | 肯定的                   |
| 音楽誌が書かないJポップ批評18 | 肯定的                   |
| 音楽誌が書かないJポップ批評43 | 肯定的                   |

本作のサウンド面に対する批評家たちの評価は概ね肯定的な内容となっている。音楽情報サイト『CDジャーナル』では、本作を「（BOØWYが）ロック・バンドの頂点を極める第一歩となる作品」と位置付けており、「氷室のヴォーカルとバックの演奏の絶妙な絡み合いが魅力的」であるとして肯定的に評価、音楽誌『音楽誌が書かないJポップ批評18 BOØWYと「日本のロック」』においてライターの根本桃GO!は、本作を「その後のニッポンのロックにおけるひとつの大きな潮流を生み出した記念碑的作品」と位置付けており、本作によって「高度に洗練された最新型ロック歌謡」というジャンルが創出され、後に「巨大なビジネスになり得る可能性を提示した」として「このアルバムが果たした歴史的意義は極めて大きい」、「『最新型ロック歌謡』としての洗練度、完成度の高さには驚くばかりだ」と絶賛した。根本はバックの音がマイケル・ツィマリングのエンジニアリングによってロックとして良質な音になっていると指摘、さらに曲全体の印象は歌謡曲であり、当時アイドルであった小泉今日子や田原俊彦が歌唱しても問題ない程ポップであるとした上で「バックのロック的音はあくまで歌謡曲を包む衣装と解釈すべき」、また「根幹が歌謡曲だからこそ、逆に布袋のギターが突出しロック的イメージを与える」と主張、音楽誌『音楽誌が書かないJポップ批評43 21世紀のBOØWY伝説』において社会学研究家の木島由晶は、本作がレコード会社やスタッフがBOØWYのバンドとしての魅力を見出し「シングルヒットを連発してロックを一般化する」という明確な目的の元に制作された事や、氷室と松井五郎、布袋とマイケル・ツィマリングによる共同作業が影響してそれまでの作品と比較してオリジナリティの高いサウンドになっているとして称賛した。またベルリンでのレコーディングによってBOØWYが人気を獲得する上で重要な変化をもたらしたと主張、本作のタイトルが『BOØWY』である事もオリジナリティを獲得した事の現れではないかと総括した。

## チャート成績
オリコンアルバムチャートにおいて、本作のLPは最高位第48位の登場回数32回で売り上げ枚数は2.8万枚、CTは最高位第76位の登場回数3回で売り上げ枚数は0.2万枚、CDは最高位第61位の登場回数12回で売り上げ枚数は2.7万枚となり、総合の売り上げ枚数は5.7万枚となった。その後チャート圏外となったが1986年に再度第110位に浮上、その後も売り上げは伸びていき、累計では約62万枚となった。2012年12月24日にリリースされた再発版では最高位第84位の登場回数2回となり、売り上げ枚数は0.2万枚となった。
オリジナル版はBOØWYのアルバム売上ランキングにおいて第18位となったほか、2012年版は第38位、2015年の『BOØWY＋1』は第42位となっている。ねとらぼ調査隊によるBOØWYのアルバム人気ランキングでは2021年および2023年の2回の調査において第4位となった。

## 収録曲
- CD付属の歌詞カードに記載されたクレジットを参照[73]。

| #         | タイトル                                              | 作詞               | 作曲      | 編曲                 | 時間  |
| --------- | ----------------------------------------------------- | ------------------ | --------- | -------------------- | ----- |
| 1.        | 「Dreamin'」(DREAMIN')                                | 布袋寅泰、松井五郎 | 布袋寅泰  | 布袋寅泰             | 4:05  |
| 2.        | 「黒のラプソディー」(BLACK RHAPSODY)                  | 氷室京介、松井五郎 | 氷室京介  | 布袋寅泰             | 3:34  |
| 3.        | 「Baby Action」(BABY ACTION)                          | 氷室京介           | 布袋寅泰  | 布袋寅泰             | 3:14  |
| 4.        | 「唇にジェラシー」(JEALOUSY)                          | 氷室京介           | 氷室京介  | 布袋寅泰             | 4:16  |
| 5.        | 「ホンキー・トンキー・クレイジー」(HONKY TONKY CRAZY) | BOØWY              | BOØWY     | 布袋寅泰、佐久間正英 | 3:34  |
| 合計時間: | 合計時間:                                             | 合計時間:          | 合計時間: | 合計時間:            | 18:43 |

| #         | タイトル                                 | 作詞               | 作曲      | 編曲      | 時間  |
| --------- | ---------------------------------------- | ------------------ | --------- | --------- | ----- |
| 6.        | 「BAD FEELING」                          | 氷室京介、高橋信   | 布袋寅泰  | 布袋寅泰  | 4:28  |
| 7.        | 「CHU-RU-LU」                            | 氷室京介           | 氷室京介  | 布袋寅泰  | 4:00  |
| 8.        | 「DANCE CRAZE」                          | ジョナ・パシュビー | 布袋寅泰  | 布袋寅泰  | 2:57  |
| 9.        | 「ハイウェイに乗る前に」(TO THE HIGHWAY) | 氷室京介、松井五郎 | 氷室京介  | 布袋寅泰  | 3:42  |
| 10.       | 「CLOUDY HEART」                         | 氷室京介           | 氷室京介  | 布袋寅泰  | 4:28  |
| 合計時間: | 合計時間:                                | 合計時間:          | 合計時間: | 合計時間: | 19:35 |

## スタッフ・クレジット
- CDディスクジャケットに記載されたクレジットを参照[73]。

### BOØWY
- 氷室京介 – ボーカル
- 布袋寅泰 – ギター、シンセサイザー
- 松井恒松 – ベース
- 高橋信 – ドラム

### 参加ミュージシャン
- 佐久間正英 – シンセサイザー
- ジャクリーン・ロビンソン – バッキング・ボーカル

### 録音スタッフ
- 佐久間正英 – サウンド・プロデューサー
- マイケル・ツィマリング – レコーディング・エンジニア、リミックス・エンジニア
- 糟谷銑司 – プロダクション・プロデューサー
- 子安次郎 – レコーディング・ディレクター
- 加藤ヒロシ – レコーディング・マネージャー
- 原田クマ – レコーディング・コーディネーター
- トム・ミュラー – スタジオ・マネージャー
- ジョーグ・レンカー – アシスタント・エンジニア
- デニス・ブラックハム（英語版） – マスタリング・エンジニア
- 土屋浩 – パーソナル・マネージャー
- L.O.E. ENTERTAINMENT LTD. – ヨーロッパ・マネージメント

### 美術スタッフ
- 小西康夫 – カバー写真
- おおはしまさあき – メイク・アップ
- ハービー・山口 – アーティスト写真
- 丹治由美子 – アーティスト写真、アート・ディレクション
- 小林肇 – アート・ディレクション

### その他スタッフ
- ダッドリー・アレン – スペシャル・サンクス
- アントネラ・マンシーニ – スペシャル・サンクス
- 金子礼子 – スペシャル・サンクス
- きむらゆうじ – スペシャル・サンクス
- 平山雄一 – スペシャル・サンクス
- V.F.V – スペシャル・サンクス
- ダカーポ – スペシャル・サンクス
- ヒルクレスト – スペシャル・サンクス
- KOCHAN – スペシャル・サンクス
- HACCHAN – スペシャル・サンクス
- ゾンビ鈴木 – スペシャル・サンクス
- ワンワン関口 – スペシャル・サンクス
- 赤坂ミュージックシティースタジオ – スペシャル・サンクス
- フェルナンデス – スペシャル・サンクス
- グヤトーン – スペシャル・サンクス
- パール楽器製造 – スペシャル・サンクス
- ユイ音楽工房 ロック・プロジェクト – プロダクション・マネージメント
- 後藤由多加 – エグゼクティブ・プロデューサー
- 石坂敬一 – エグゼクティブ・プロデューサー

## チャート
| チャート         | リリース年 | 最高順位 | 登場週数 | 売上数  | 規格 | 出典   |
| ---------------- | ---------- | -------- | -------- | ------- | ---- | ------ |
| 日本（オリコン） | 1985年     | 48位     | 32回     | 2.8万枚 | LP   | [ 2 ]  |
| 日本（オリコン） | 1985年     | 76位     | 3回      | 0.2万枚 | CT   |        |
| 日本（オリコン） | 1985年     | 61位     | 12回     | 2.7万枚 | CD   | [ 66 ] |
| 日本（オリコン） | 2012年     | 84位     | 2回      | 0.2万枚 | BSCD | [ 67 ] |

## リリース日一覧

### BOØWY
| No. | リリース日     | レーベル                                    | 規格     | カタログ番号 | 備考                                                                                              | 出典                 |
| --- | -------------- | ------------------------------------------- | -------- | ------------ | ------------------------------------------------------------------------------------------------- | -------------------- |
| 1   | 1985年6月21日  | 東芝EMI／イーストワールド                   | LP       | WTP-90334    |                                                                                                   | [ 74 ] [ 66 ]        |
| 1   | 1985年6月21日  | 東芝EMI／イーストワールド                   | CT       | ZH28-1536    |                                                                                                   | [ 66 ]               |
| 2   | 1985年7月20日  | 東芝EMI／イーストワールド                   | CD       | CA32-1148    |                                                                                                   | [ 66 ] [ 75 ]        |
| 3   | 1991年12月24日 | 東芝EMI／イーストワールド                   | CD       | TOCT-6392    | CD-BOX『BOØWY COMPLETE LIMITED EDITION』収録                                                      | [ 76 ]               |
| 4   | 1993年3月3日   | 東芝EMI／イーストワールド                   | CD       | TOCT-6392    | CD-BOX『BOØWY COMPLETE REQUIRED EDITION』収録                                                     | [ 77 ]               |
| 5   | 2002年3月29日  | 東芝EMI／イーストワールド                   | CD       | TOCT-24792   | CD-BOX『BOØWY COMPLETE 21st CENTURY 20th ANNIVERSARY EDITION』収録 20ビット・デジタルリマスター盤 | [ 78 ] [ 79 ]        |
| 6   | 2005年2月16日  | 東芝EMI／イーストワールド                   | CD       | TOCT-25610   | 24ビット・デジタルリマスター盤                                                                    | [ 64 ] [ 80 ]        |
| 7   | 2007年12月24日 | EMIミュージック・ジャパン／イーストワールド | CD       | TOCT-26493   | 24ビット・デジタルリマスター盤 紙ジャケット仕様 LP盤のレーベルを再現                              | [ 81 ] [ 82 ]        |
| 8   | 2012年12月24日 | EMIミュージック・ジャパン／イーストワールド | BSCD2    | TOCT-98001   |                                                                                                   | [ 83 ] [ 84 ]        |
| 9   | 2015年8月26日  | ユニバーサルミュージックジャパン            | 重量盤LP | UPJY-9015    | 「BOØWY+1」と同じテッド・ジェンセンによるハイレゾマスターを使用 ボーナストラック未収録            | [ 55 ] [ 85 ]        |
| 10  | 2016年9月5日   | ユニバーサルミュージックジャパン            | AAC-LC   | -            | デジタル・ダウンロード                                                                            | [ 86 ]               |
| 11  | 2017年6月28日  | ユニバーサルミュージックジャパン            | CD       | UPCY-9682    | 2007年発表の紙ジャケット仕様（旧品番TOCT-26493）を限定復刻                                        | [ 56 ] [ 87 ] [ 88 ] |

### BOØWY+1
| No. | リリース日    | レーベル                         | 規格               | カタログ番号 | 備考 | 出典          |
| --- | ------------- | -------------------------------- | ------------------ | ------------ | --- | ------------- |
| 1   | 2015年6月24日 | ユニバーサルミュージックジャパン | ハイレゾFLAC       | -            | デジタル・ダウンロード オリジナルマスターから192kHz/24bitのハイレゾリューションオーディオ化 リマスタリング担当はテッド・ジェンセン ボーナストラック「“16”」を収録 | [ 26 ] [ 89 ] |
| 2   | 2015年8月5日  | ユニバーサルミュージックジャパン | Blu-ray Disc Audio | UPXY-4001    | | [ 90 ] [ 91 ] |
| 2   | 2015年8月5日  | ユニバーサルミュージックジャパン | UHQCD              | UPCY-7037    | | [ 92 ] [ 93 ] |